# مهذب الرميلي
مهذب الرميلي هو ممثل تونسي.

## النشأة والمسيرة
مثل في عدة مسلسلات وهي «بوليس حالة عادية: 2.0» الذي أخرجه مجدي السميري في 2016 والجزء الأول من مشاعر في رمضان 2019. قام في رمضان 2020 بدور «فتحي» في الجزء الثاني من مسلسل «نوبة» الذي أخرجه عبد الحميد بوشناق وبدور في مسلسل الزعيمان الذي أخرجه أسامة رزق. شارك في مسلسل «الطريق إلى الجنة» (حرقة) للمخرج الأسعد الوسلاتي والذي بث في البرمجة الشتوية في قناة الوطنية 1 في 2021. تحصل الرميلي على عدة جوائز عن دوره في المسلسل.
في رمضان 2025 شارك في مسلسل رقوج للمخرج عبدالحميد بوشناق ومسلسل رافل للمخرج ربيع التكالي.
شارك في عدة أفلام ومنها «هز يا وز» لإبراهيم اللطيف في 2013 وعلى كف عفريت لكوثر بن هنية في 2017 وفيلم وحلة مع الممثلة ريم الرياحي وفيلم قدر للمخرج نادر الرحموني والذي شاركت فيه الممثلة اللبنانية تقلا شمعون.
مثّل الرميلي في مسرحية «برج الوصيف» في 2015. كما شارك في مسرحية "عطيل وبعد" وحصل على جائزة أفضل ممثل في مهرجان بغداد المسرحي عن دوره فيها.
رفض المشاركة في مسلسل معاوية لعدم الحصول على كامل سيناريو المسلسل.

## الحياة الشخصية
صوت لمحمد عبو في الدور الأول من الانتخابات الرئاسية التونسية في 2019 وصوت لقيس سعيد في الدور الثاني من نفس الانتخابات. يعتبر مهذب الرميلي من الفنانين الملتزمين ومن أصحاب المواقف التي قد تكون كلفته بعض الغياب عن الساحة الفنية.

## أعماله

### مسلسلات
| المسلسل               | الدور          | إخراج             | القناة             | السنة |
| --------------------- | -------------- | ----------------- | ------------------ | ----- |
| بوليس حالة عادية: 2.0 |                | مجدي السميري      | التاسعة            | 2016  |
| مشاعر (الجزء 1)       | من مساعدي قاسم | محمد جوك          | قرطاج+ قناة النهار | 2019  |
| نوبة (الجزء 2)        | فتحي           | عبد الحميد بوشناق | نسمة               | 2020  |
| الزعيمان              |                | أسامة رزق         | سلام               | 2020  |
| الطريق إلى الجنة/حرقة |                | الأسعد الوسلاتي   | الوطنية 1          | 2021  |
| كان يا ما كانش        |                | عبد الحميد بوشناق | الوطنية 1          | 2021  |
| رافل                  |                | ربيع التكالي      | الوطنية 1          | 2025  |
| رقوج                  | سيدي الداموس   | عبد الحميد بوشناق | نسمة               | 2025  |

### أفلام
| الفيلم        | الدور | إخراج          | السنة |
| ------------- | ----- | -------------- | ----- |
| هز يا وز      |       | إبراهيم اللطيف | 2013  |
| على كف عفريت  |       | كوثر بن هنية   | 2017  |
| أريكة في تونس | فريد  | منال العبيدي   | 2019  |
| قدر           |       | إيمان بن حسين  | 2022  |
| وحلة          |       | نادر الرحموني  | 2022  |

### مسرحيات
- برج الوصيف 2015
- عطيل وبعد 2024

### برامج تلفزية
- عبدلي شاوتايم، التاسعة، 2017 (ضيف)
- برنامج "مغارب"، منصة أثير الجزيرة 2024 (ضيف)[9]

## وصلات خارجية
مهذب الرميلي على موقع IMDb (الإنجليزية)
- مهذب الرميلي على موقع قاعدة بيانات الأفلام العربية

لم يتم العثور على روابط لمواقع التواصل الاجتماعي.